# Catedral de Arezzo
La catedral de los santos Pedro y Donato es el principal lugar de culto católico de la ciudad de Arezzo y catedral de la diócesis de Arezzo-Cortona-Sansepolcro.
Ubicada en la cumbre de un collado sobre el que se asienta la ciudad, está en el sitio donde hubo una iglesia paleocristiana y, probablemente, en el lugar donde antiguamente estaba la acrópolis ciudadana.

## Historia
En 1203 el papa Inocencio III ordenó transferir dentro de los muros urbanos la catedral, apartándola de la colina del Pionta, donde, junto a la tumba de San Donato, estaban los principales edificios cristianos.
Desde 1278 la construcción del duomo pasa por diversas fases, y se concluyó sólo en 1511. La fachada se construyó entre 1900 y 1914, según un diseño de Dante Viviani.
El interior tiene tres naves, sin transepto. Obras maestras del arte de los vitraux son el ciclo de siete vitrales ejecutados por Guillaume de Marcillat (1516-1517 y 1522-1524).
El altar mayor está documentado en el 1362, pero ejecutado precedentemente en fases diversas; en la segunda mitad del Trecento se hizo el gran altar de mármol, en un tiempo también pintada. El coro de madera de la capilla mayor se diseñó por Giorgio Vasari en 1554.
De 1330 es el cenotafio de Guido Tarlati, de Agostino di Giovanni y Agnolo Ventura, junto a la Maddalena de Piero della Francesca, que data de los años sesenta del Quattrocento. Por debajo está la capilla Ubertini con frescos que representan a la Virgen e historias de los santos Ana, Joaquín y Juliano atribuidos a Gregorio y Donato di Arezzo (inicios del Trecento).
De los años setenta del siglo XIII son la estatua de la Virgen con Niño entronizada. En 1796 se inició la construcción de la capilla de la Virgen del Consuelo, con frescos de Luigi Catani, de Luigi Sabatelli, Luigi Ademollo y otros; de estructura neoclásica, proyectada por Giuseppe del Rosso. La gran pala con la Trinidad entre los santos Bernardo y Donato es obra de Andrea della Robbia (1485-1486). Del Quattrocento es la pila bautismal. La capilla de mármol de Ciuccio Tarlati (muerto en el año 1327) es la única que queda de las 26 existentes en el Trecento, realizada por Giovanni d'Agostino en 1334.

## Galería de imágenes

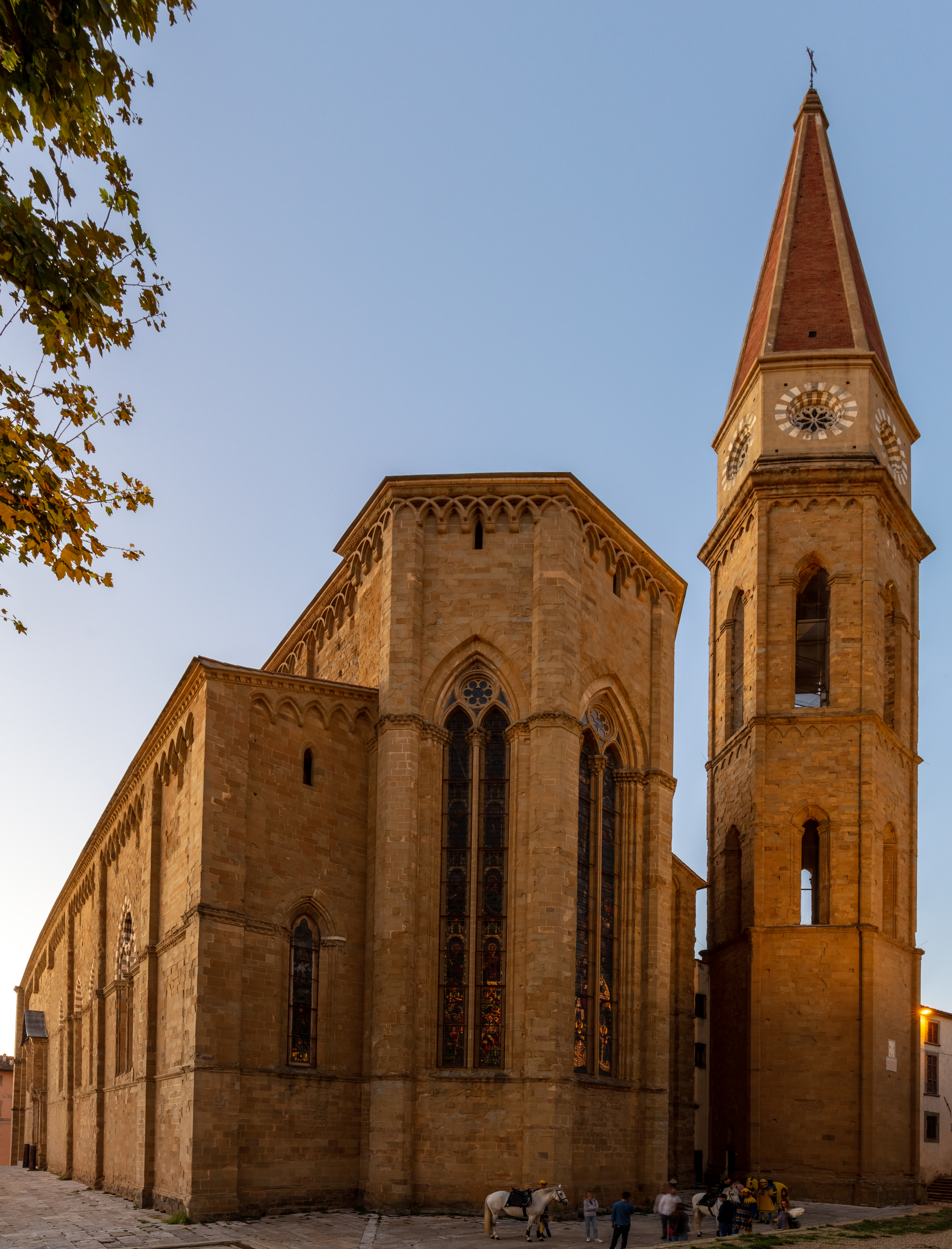
Vista del ábside.
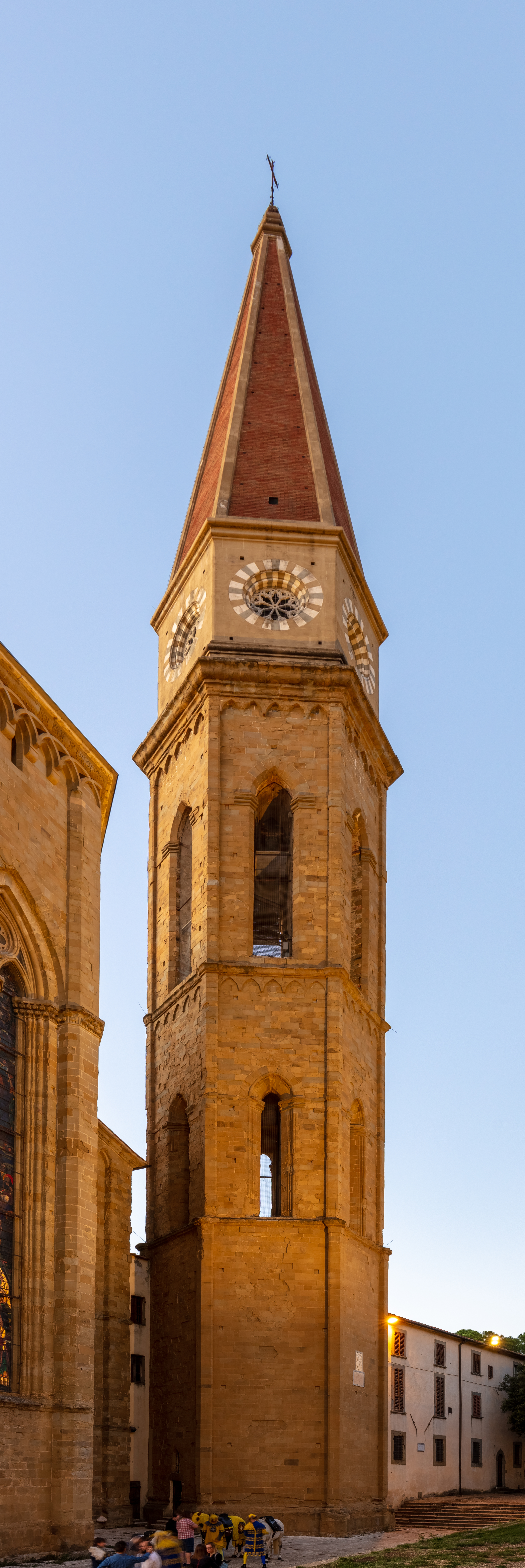
El campanario.
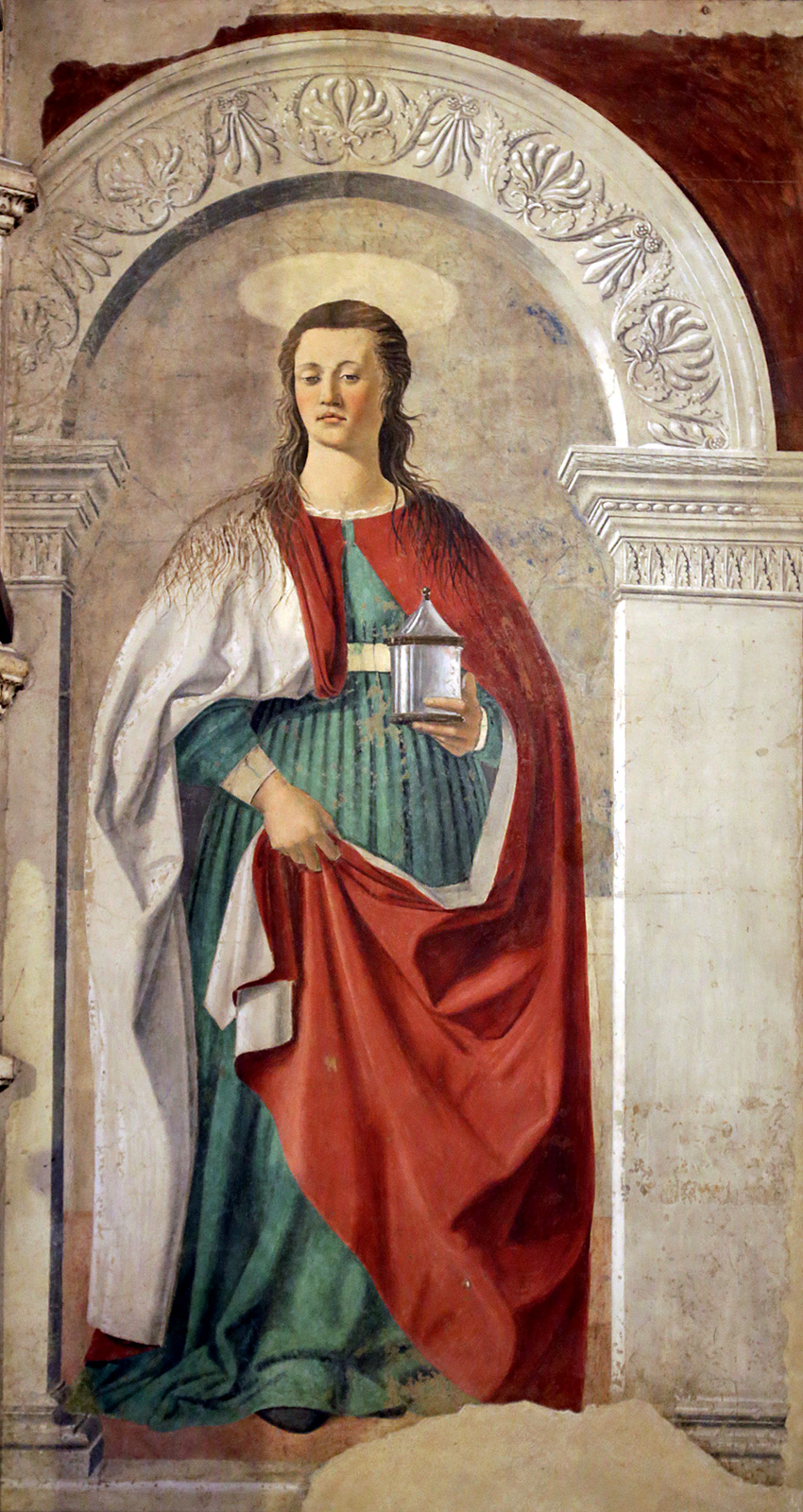
La Magdalena de Piero della Francesca
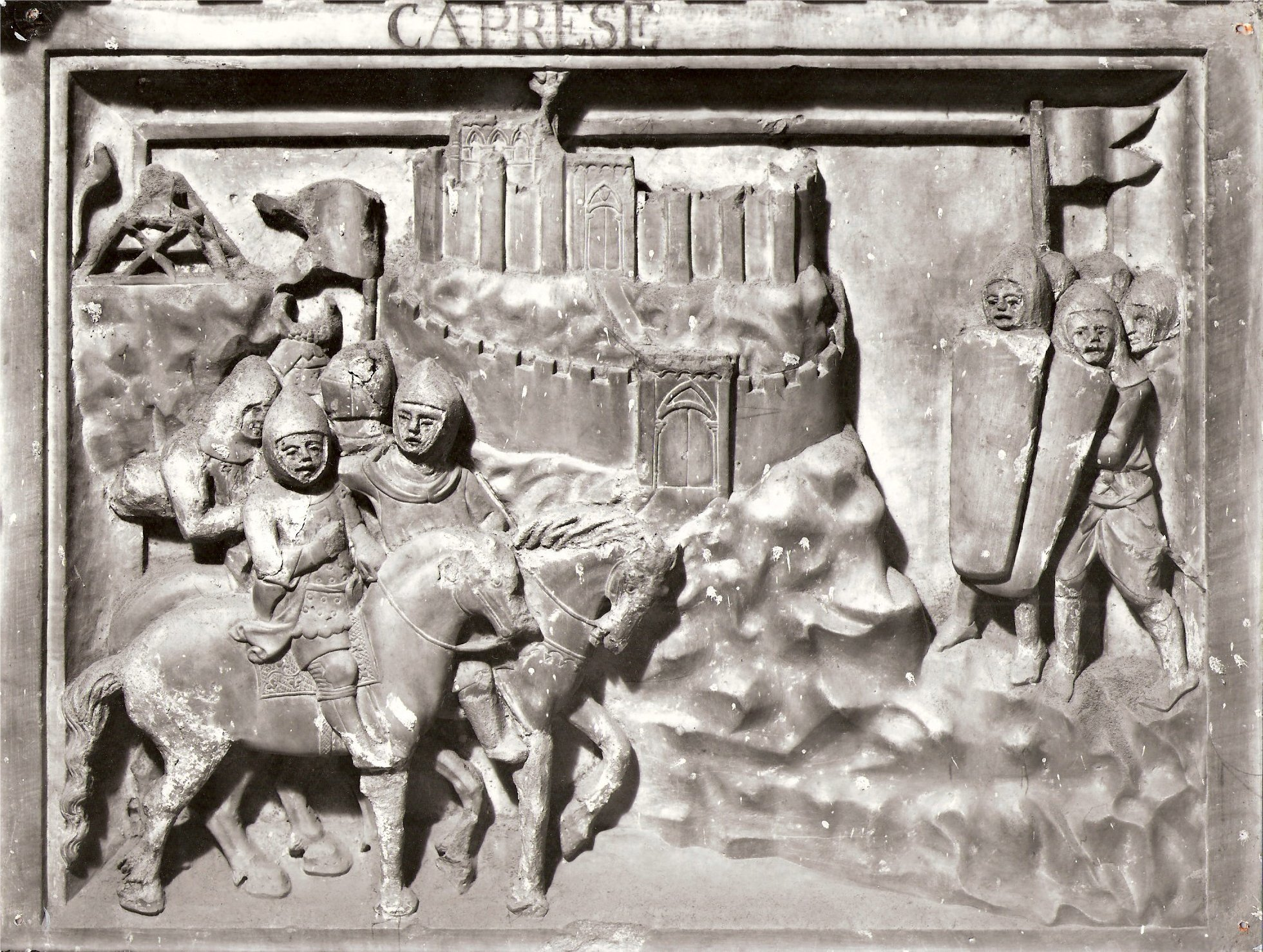
Detalle de la lápida sepulcral de la tumba de Guido Tarlati (1330) realizada por Agostino di Giovanni y Agnolo Ventura según un diseño de Giotto, en donde aparece representado el castillo de Caprese
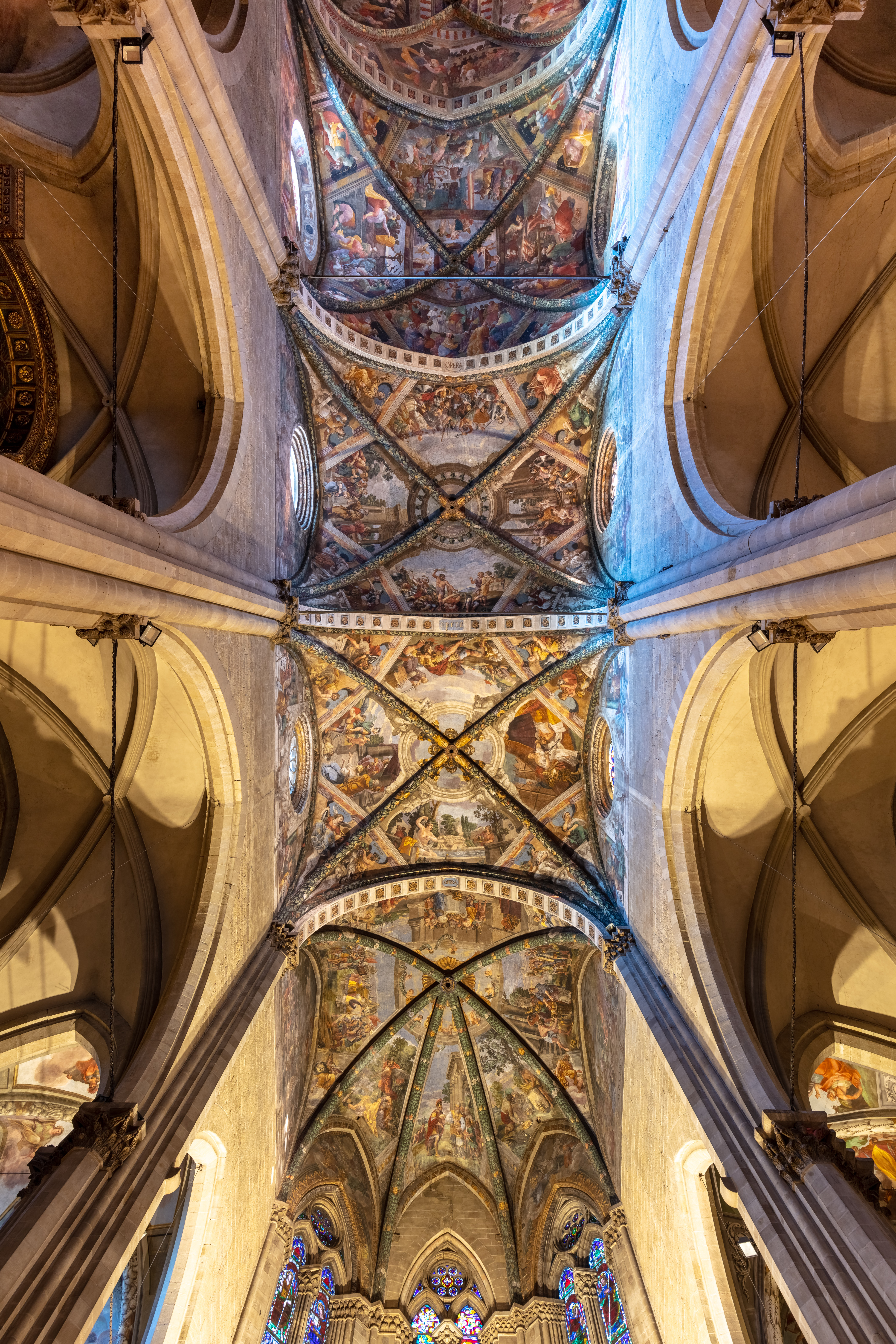
Techo de la iglesia.
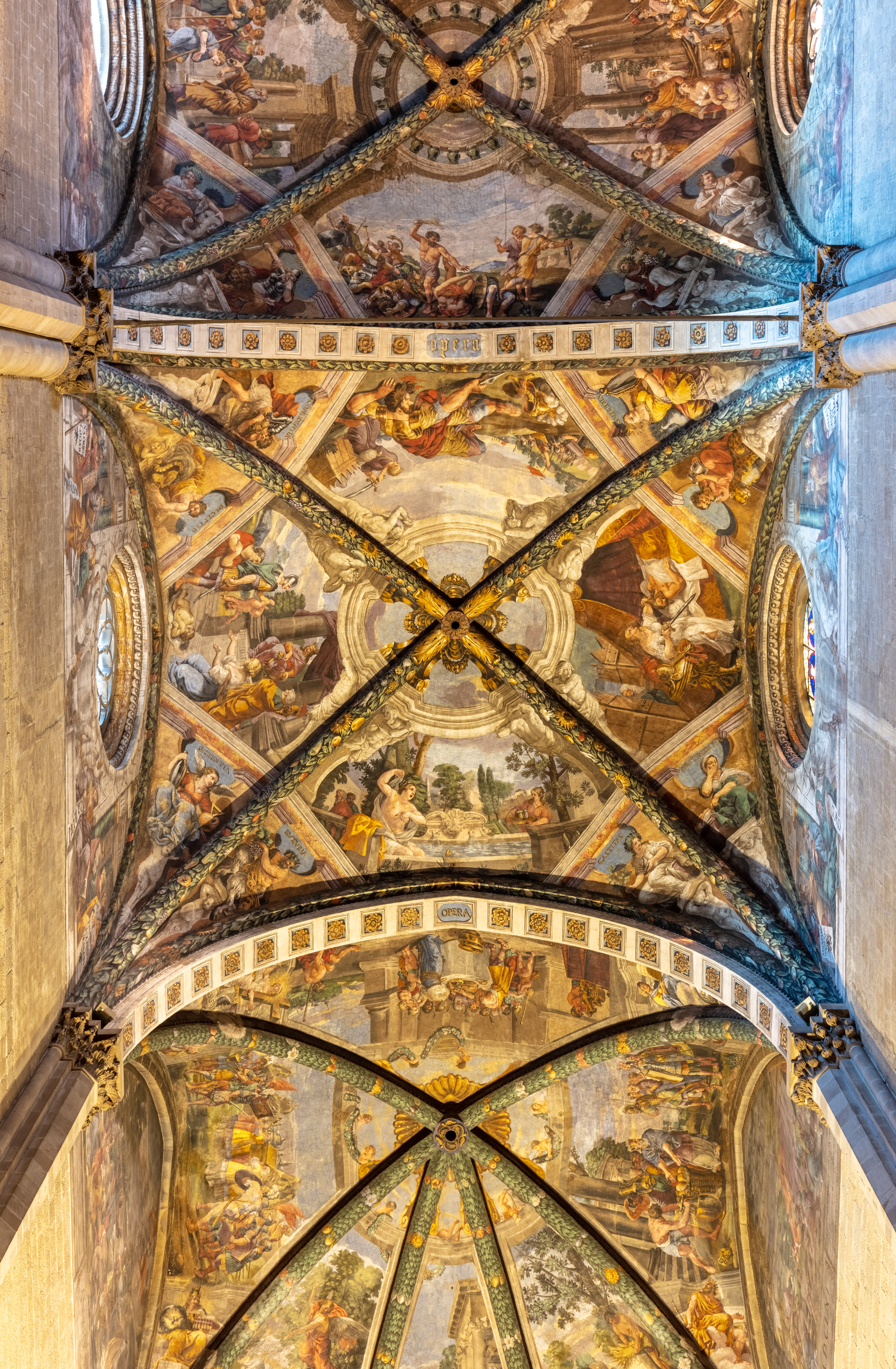
Detalle del techo.
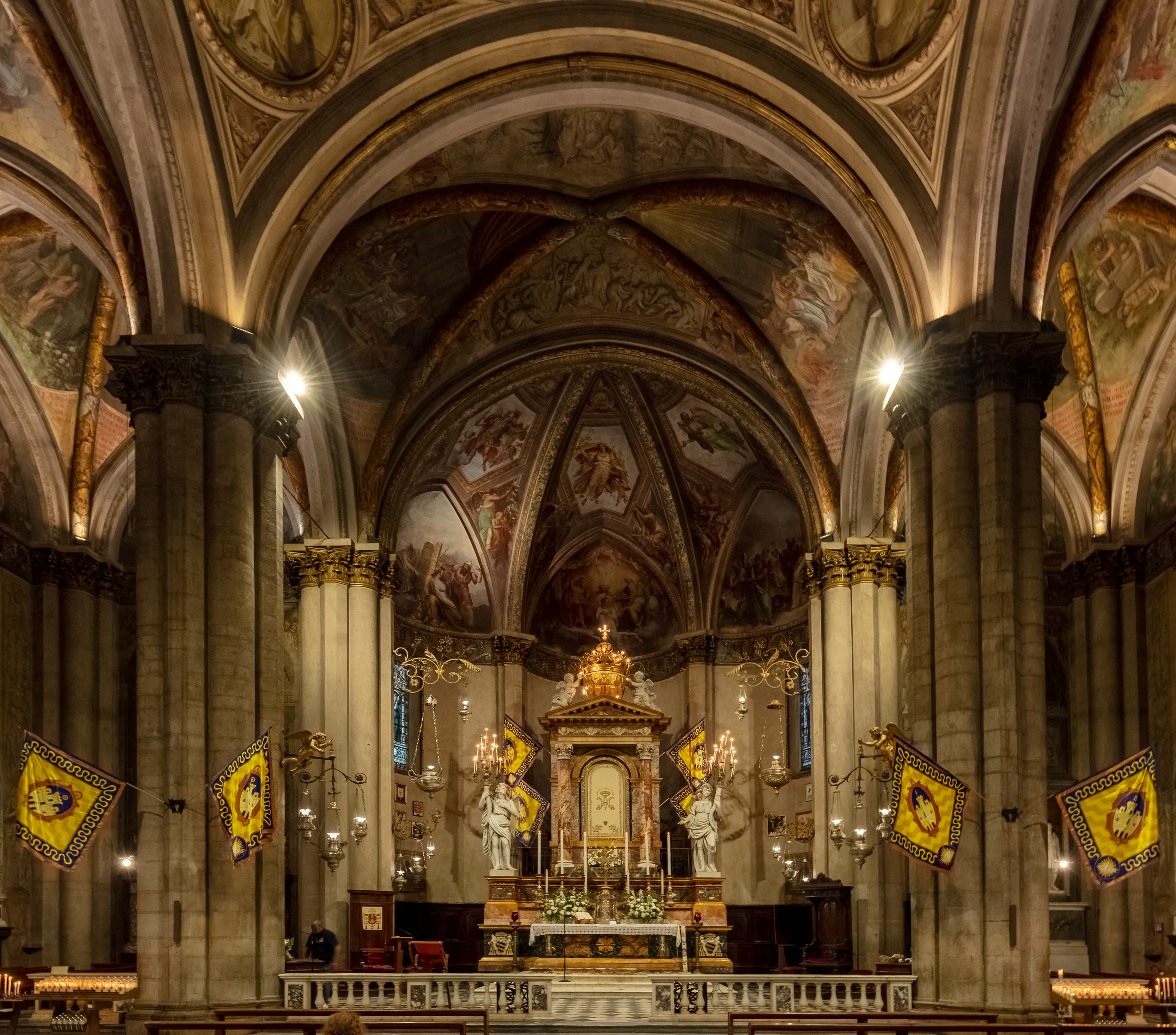
Capilla de Nuestra Señora del Consuelo.
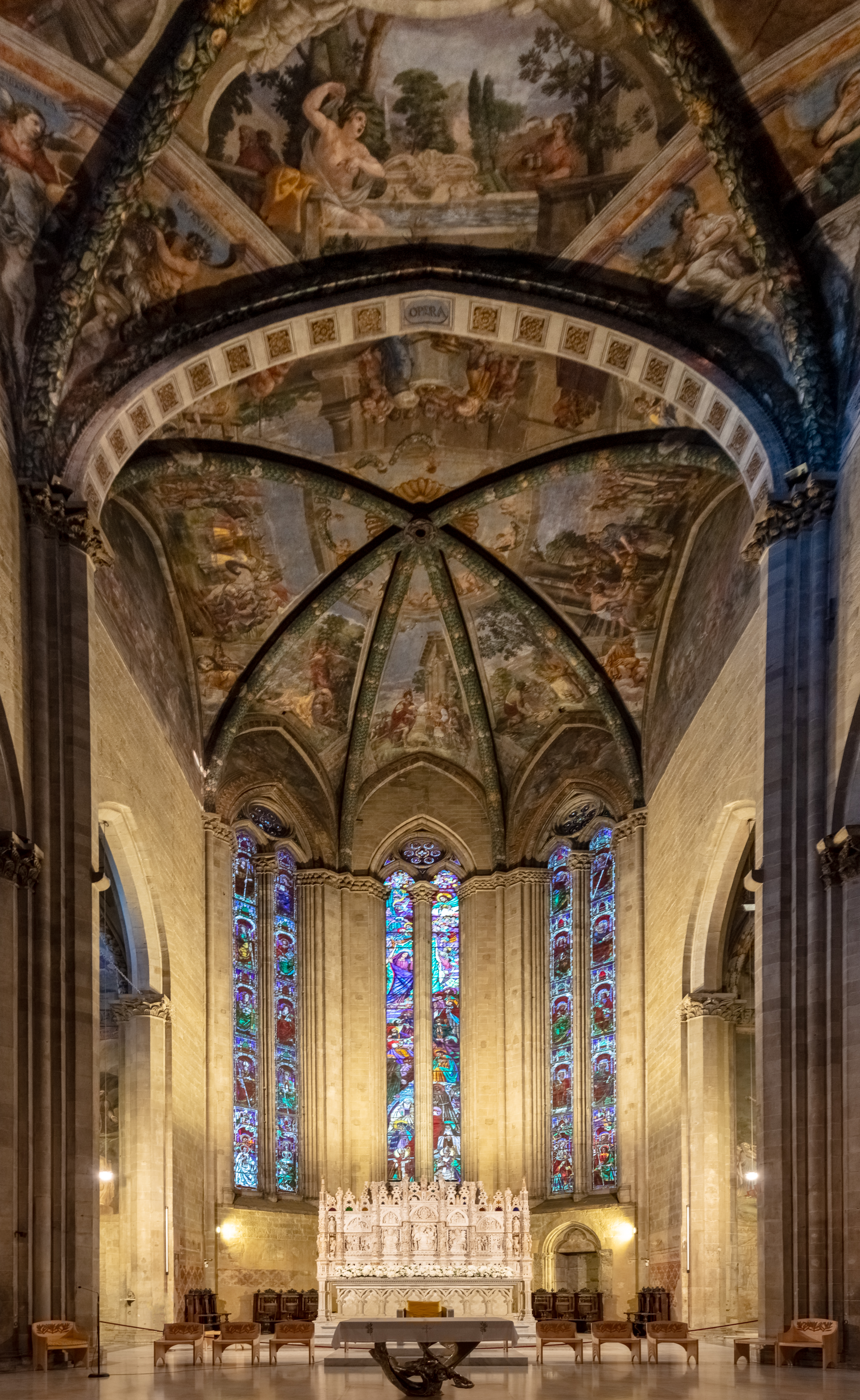
Altar.
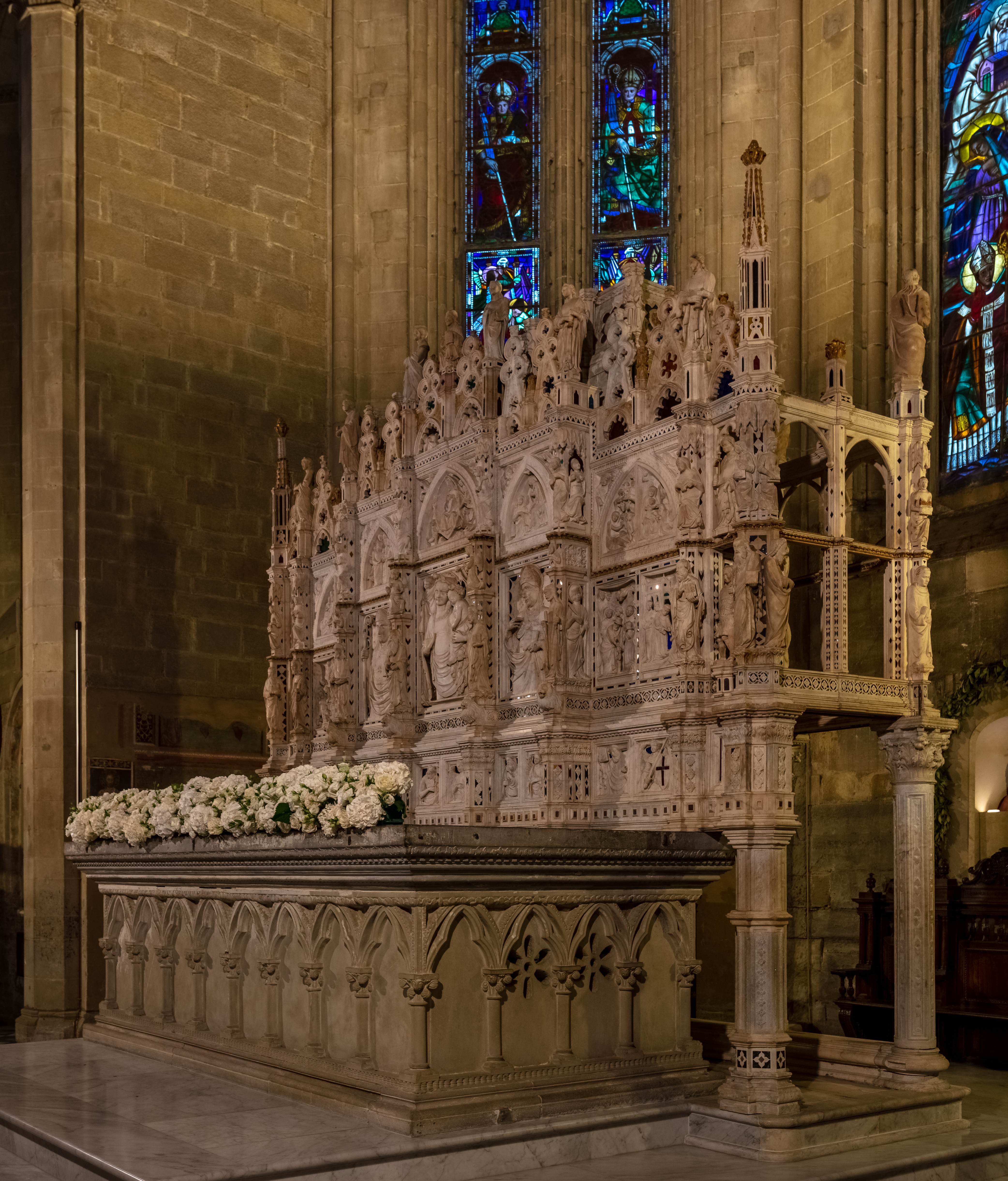
Detalle del altar.

- Datos: Q2263308
- Multimedia: Cathedral (Arezzo) / Q2263308